# الدوري الروسي الممتاز 2013–14
الدوري الروسي الممتاز 14–2013 هو الموسم الثاني والعشرون من بطولة كرة القدم الروسية منذ تفكك الاتحاد السوفيتي والثاني عشر تحت مسمى الدوري الروسي الممتاز الحالي. بدأ الموسم في 13 يوليو 2013، وسوف تختتم يوم 17 مايو 2014، يتخلله إجازة شتاء بين عطلتي نهاية الأسبوع من 6 ديسمبر 2013 ولغاية 6 مارس 2014.
سسكا موسكو هو المدافع عن اللقب.

## وصلات خارجية
- الموقع الرسمي
- الدوري الروسي الممتاز 14–2013 على ساكروي